# 木 (流山市)
木（き）は、千葉県流山市の地名。郵便番号は270-0162、2022年（令和4年）2月1日現在の面積は1.084400km2。

## 概要
流山市の南部に位置し、同市の最南端の町である。現在は広範囲が田園地帯であるが、北部の南流山小学校付近を除く木の全域が、千葉県施行による｢流山都市計画事業木地区一体型特定土地区画整理事業｣の区画整理地となっており、住宅街としての整備が進められていて、近年住宅やマンションが急増している。また、小学校周辺は空き地が多かったが近年では自転車店や英会話スクールなどもオープンしており賑わいを見せている。
また、電化製品店やスーパーマーケット、ホームセンターなどの大型店が一部に密集している。
東は松戸市新松戸・西は埼玉県三郷市三郷・早稲田・岩野木・茂田井、南は松戸市七右衛門新田、北は南流山・流山と接している。

## 沿革
- 1869年（明治2年） 葛飾県葛飾郡守谷町となる。
- 1871年（明治4年） 廃藩置県により印旛県葛飾郡木村となる。
- 1873年（明治6年）　県の統合及び、郡の分割により千葉県東葛飾郡木村となる。
- 1889年（明治22年）　東葛飾郡流山町、加村、西平井村、鰭ケ崎村、三輪野山村と合併し、東葛飾郡流山町大字木となる。
- 1951年（昭和26年）4月1日　八木村、新川村と合併し、東葛飾郡江戸川町大字木となる。
- 1952年（昭和27年）1月1日　江戸川町が流山町に改称。再び、東葛飾郡流山町大字木となる。
- 1967年（昭和42年）1月1日　市制施行により、流山市大字木となる。

## 小字
木には11の小字が存在する。ここでは北から順に列挙する。
- 蛭田（北部が1988年（昭和63年）に南流山八丁目に編入）
- 流作
- 小沼（大部分が1988年（昭和63年）に南流山八丁目に編入）
- 寅之起（北部が1988年（昭和63年）に南流山六丁目に編入）
- 前田
- 下谷
- 堀向
- 膝丸
- 膝丸後
- 膝丸前
- 神明

## 世帯数と人口
2017年（平成29年）11月1日現在の世帯数と人口は以下の通りである。
| 大字 | 世帯数    | 人口    |
| ---- | --------- | ------- |
| 木   | 1,376世帯 | 3,788人 |

## 小・中学校の学区
市立小・中学校に通う場合、学区は以下の通りとなる。
| 番地 | 小学校               | 中学校               |
| ---- | -------------------- | -------------------- |
| 全域 | 流山市立南流山小学校 | 流山市立南流山中学校 |

## 施設
- 流山市立南流山小学校 － 木字寅ノ起